# Personnalités du bondage
Cet article présente des personnalités notables pour leur utilisation du bondage.

## Personnalités anglo-saxonnes

### Alazar
Dessinateur fétichiste qui a notamment créé de nombreuses BD que l'on trouve sur les librairies en ligne et pour ne citer que l'une d'entre elles : Alazar's Fetish Fantasies

### Annis
Dessinateur de bondage Il est également photographe. Il se caractérise par un style extrêmement strict, avec une grande abondance de cordes de faible diamètre,

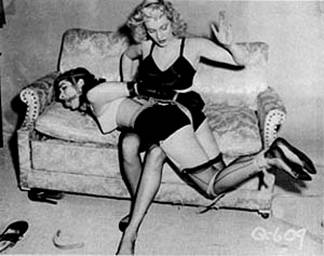
Bettie Page modèle bondage découvert par Irving Klaw.

### Bettie Page
Célèbre modèle photographiée par le nom moins célèbre Irving Klaw. Bettie et le film dans Bettie Page Bondage Queen,

### Corey Thompson
Corey Thompson

### Dita Von Teese

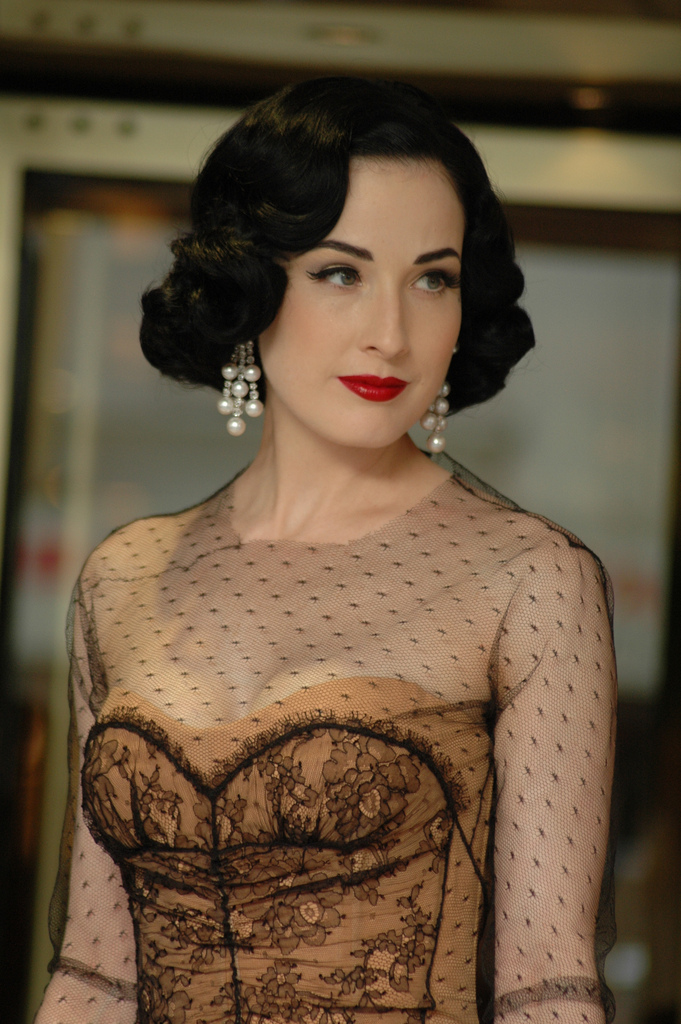
Dita Von Teese

Dita von Teese, Elle est l'ex-femme de Marilyn Manson. Elle est aussi modèle bondage, elle a posé pour Jim Weathers. Elle a fait une prestation remarquée et plébiscitée à Paris, au Crazy Horse Saloon en février et mars 2009.

### Eric Stanton
Eric Stanton Photographe, illustrateur, américain de son vrai nom Ernest Stanzoni. Son art tourne autour du bondage et du fétichisme.
Stanton est particulièrement attaché à mettre en image la femme dominatrice. Il a collaboré avec Irving Klaw

### Irving Klaw
Irving Klaw, l'Amazone initiée au combat. Les femmes représentées dans la lingerie extrêmement ajustée et la hauteur des talons étaient telles qu’il s’agissait d’immobilisation et donc de bondage. Des combats de femmes-chats (cat-fights), la fessée, et des formations raffinées d'esclaves. Presque toutes ces performances ont été tirées à peu d’exemplaires dans des studios au-dessus de ceux des nouvelles stars de cinéma ou dans un espace voisin, le grenier par exemple. Au moins deux films avec Bettie Page : les bondages sur chaise et les filles dans la jungle attachées aux arbres ont traversé le monde entier. Les photos prises pendant le tournage des films étaient également vendues au magasin et dans les catalogues de vente par correspondance et le défilé bisannuel de modèles. C’est en regardant les photos de bondage d'Irwing Klaw que l’on comprend qu'à leurs débuts, les Américains ne possédaient pas les techniques du bondage japonais. « Vintage » Irving Klaw, il photographie Bettie et le film dans Bettie Page Bondage Queen,

### JG-Leathers

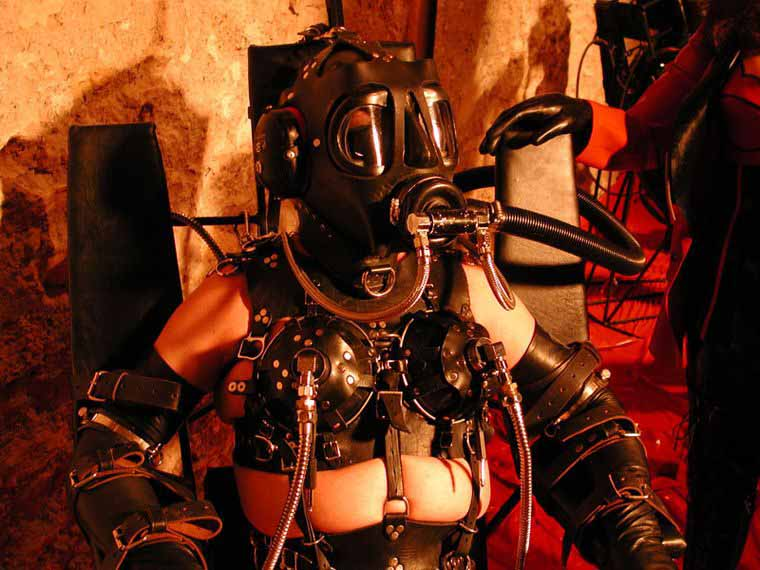
JG Leathers dans une partie de sa créature

« J'ai en moi cette image figée des enfants qui commencent à marcher et qui sont "contrôlés", pour éviter qu'ils fassent des bêtises. Ils sont dans un harnais relié à la main de la mère par une laisse. Cela m'a toujours captivé. Le contrôle pour moi, c'est très important. Qu'il s'agisse de mon propre contrôle ou du contrôle de ma partenaire, je suis hanté par cette image du contrôle à distance. » Ce n'est pas la seule image, dit-il :
« avec mes parents nous sommes allés un jour à un show aéronautique de La Royal Canadian Air Force. Les parachutistes portaient des harnais. J'étais littéralement envoûté. Ils portaient des casques, avec des écrans de protection sur le visage. Ces écrans ressemblaient aux protections en grillage des escrimeurs. […] J'ai compris que je pouvais fabriquer la Créature avec laquelle je pourrais fusionner. Avec du latex ! Lumière ! Tout arrive ! La réalisation fut une révélation incroyable. J'ai appris les techniques du travail du cuir, du fer, de l'aluminium, du cuivre, du bois, du latex, et de l'électricité. […] Ma première Créature, le premier harnais, je l'ai fait à la ferme de mon oncle dans les écuries. Je me suis servi des harnais existants et je les ai modifiés. Dans l'écurie, il y avait un grand espace et de grandes poutres. J'ai construit un dispositif pour la suspension. Je n'avais pas compris à quel point se suspendre seul était dangereux. Mais c'était plus fort que moi et j'ai survécu. Pourquoi? je ne sais pas. J'avais alors, environ dix-sept ans. J'ai continué à dessiner pour réaliser des situations de plus en plus complexes. […] J’ai besoin de SAVOIR que je ne peux pas m’échapper seul. Et que je suis à la merci de la dominatrice, aussi cruelle qu’elle décide de l’être. Hélas, ma Créature est si compliquée que je ne peux pas être contrôlé complètement. Je suis obligé d'aider, de "diriger" la dominatrice. […] Le self bondage est possible. Mais, il est très dangereux. »

### Jim Stewart

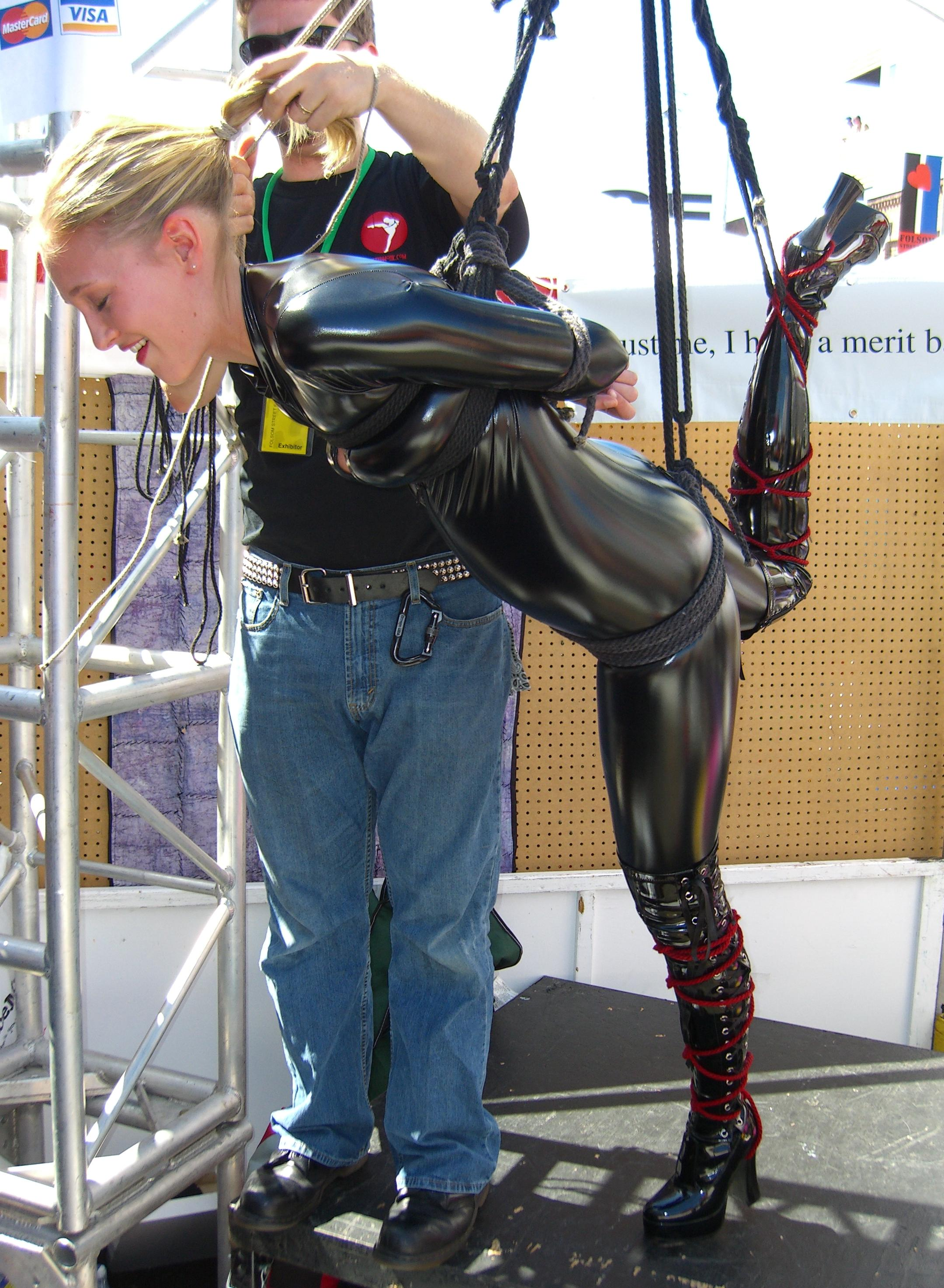
Démonstration de bondage suspendu au Folsom Street Fair, 2005.

Jim Stewart est un homme de théâtre. Il façonna d'abord quelques objets de contrainte à usage personnel. Ces objets eurent un tel succès qu’il créa un petit atelier artisanal vers les années 1970. Le bouche-à-oreille fut rapide. Les commandes affluèrent du monde entier par ceux qui n’éprouvaient aucun plaisir à être ligotés, et qui recherchaient le confort dans la contrainte. L’important était pour eux de vivre cet enfermement en sachant que leur liberté ne dépendait que de leur dominant. Jim Stewart fut inspiré par toutes sortes d’objets d’enfermement, camisoles psychiatriques, minerves, cagoules. Ses cagoules étaient doublées d’un cuir souple. Jim devait son savoir-faire aux artisans des gants de boxe anglais. Ils lui avaient appris à travailler le cuir. Il fabriqua des fers d'esclave en s’inspirant des galères, les fers que l’on voit dans les vieux films tels que L'Aigle des mers. Il créa des body cages inspirées par la vierge de Nuremberg. Il créa toute sorte de harnais, des cages de cuir à suspendre, etc. Un fou de kidnapping dénommé John industrialisa les créations de Jim, qui resta uniquement le designer : aujourd'hui la marque Fetters est universellement connue. L'entreprise qu'il a créé a été reprise. Jim Stewart est toujours resté le styliste.  

### Jim Weather
(Connu également sous son pseudo "The Weatherman") aujourd'hui actif est l'autre cofondateur du site Shortfuse avec Corey Thompson. Son influence technique et esthétique depuis les années 1990 a été considérable pour les adeptes du Bondage Moderne, à tel point que son style est assez rapidement reconnaissable pour les habitués, tout comme pour Jay Edwards ou Dominic Wolfe par exemple. Il a publié un album sous le titre de : Kinky Bondage Obsession: Best of the Bondagecafe

### John Sutcliffe
John Sutcliffe a servi dans la Royal Air Force. Sutcliffe aurait dessiné et conçu les costumes de Chapeau melon et bottes de cuir : il n'existe cependant aucune source pour confirmer ou infirmer cette hypothèse, d'autres prétendent que c'est un certain Michel Whittaker qui les a dessinés. Ces costumes auraient donc été fabriqués par John Sutcliffe dans ses ateliers au 10 bis Dryden Street à Londres. Sutcliffe créa et publia la revue AtomAge. John Sutcliffe est un fétichiste du cuir qui décide de fabriquer des vêtements traditionnels pour la pluie mais très vite il se consacre au caoutchouc et devient le pape du « full latex », ce que Régis Jauffret appelle le « cachot souple ». La corde devient un simple accessoire, qu’il décide ou non d’ajouter à ses vêtements-cachot. Si la corde n’apparaît que peu, il faut savoir qu’à l’époque, en Angleterre, toutes publications montrant femmes ou hommes ligotés étaient passibles de graves poursuites. En publiant son magazine AtomAge, Sutcliffe favorisait le côté « vêtement prison », gas mask et fetish/bondage plutôt qu’une image explicite du bondage/ligotage. Malgré cela il fut persécuté. Au milieu des années 1980, AtomAge attira l’attention de la police et Sutcliffe fut poursuivi pour obscénité. Tout le matériel édité sur les lieux fut saisi et détruit. Les imprimeurs du journal furent également saisis et les plaques d'impression pour les magazines AtomAge disparurent. John Sutcliffe est mort prématurément à son bureau un dimanche après-midi en septembre 1987 alors qu’il travaillait. C’est par la suite que , le magazine anglais de référence, fut créé par Tim Wooward et Tony Mitchell. Ils décidèrent de s’en tenir aux publications de vêtements mais, à nouveau, la loi fut subtilement détournée, leur magazine montrant certaines femmes harnachées de corsets de cuir ou de caoutchouc jusqu’aux genoux, perchées sur des talons aiguilles si hauts que tout mouvement du corps est rendu impossible. La femme est « bondée », voire « pétrifiée » comme l’idole de Sacher-Masoch, la Vénus de marbre. Et le corset serré au niveau des genoux rend le sexe de la femme inaccessible.

### John Willie
John Alexander Scott, plus connu sous le pseudonyme de John Willie.

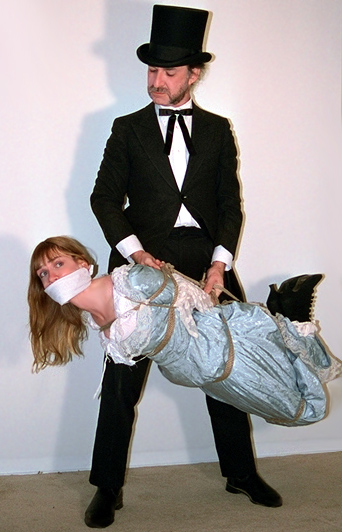
Jon Woods et Lorelei Imboch.

### Midori
Midori (en), ou « Fetish Diva Midori », est une dominatrice, auteure. Elle vit à San Francisco. D'origine japonaise, Midori est célèbre en raison de sa pratique artistique du bondage japonais, de ses performances, de ses écrits. Elle a une connaissance approfondie des sexualités plurielles et en particulier du BDSM. Son principal ouvrage est traduit en français : Les Sortilèges du bondage japonais. D'après Midori, « comme de nombreux aspects du SM, le bondage japonais a une histoire ténébreuse. » Elle nous apprend également que
« depuis l'Antiquité à nos jours, les cérémonies religieuse japonaises ont fait un usage abondant de cordes et de liens pour symboliser les connexions entre l'Humain et le Divin et pour délimiter des espaces et des moments sacrés. » Pour Midori, au Japon, tout est une question de laçage ; elle cite le kimono qui n'a ni bouton ni crochets. Au Japon les présents devaient être emballés avec art et ficelés suivant un dessin très complexe. Midori parle du théâtre Kabuki, considéré aujourd'hui comme une forme d'expression artistique. Elle fait une analogie avec les pièces de Shakespeare, à l'époque du Globe theatre.
« Comme celui de Shakespeare, populaire, farci de scènes paillardes incluant des nereba (scènes d'amour et de sexe et des semega (scènes de torture). » Enfin, précise Midori, si les Japonais ont utilisé les cordes, plutôt que le cuir, le bois ou le métal pour entraver les prisonniers, c'est parce qu'il y avait peu de terre cultivable pour élever des animaux et que ces terres étaient plutôt réservées à la culture du riz et que les moyens ne permettaient pas d'élever des bêtes pour utiliser leur peau.

#### Ropexpert
Ropexpert ses images

## Personnalités asiatiques

### Atsushi Sakaï
Atsushi Sakaï est, d'après Agnès Giard, né près de la grotte sacrée. :« Ce qui explique peut-être son goût pour les cavernes. Les anfractuosités et les femmes cachées à l'intérieur. Les femmes y sont elles-mêmes des sanctuaires. Puisqu'en leurs girons se lovent des dieux. » De ces femmes sanctuaires Agnès Giard a publié une photo de Atsushi Sakaï, une femme « enserpentée », un gros serpent l'enserre comme une enveloppe maternelle. Agnès Giard nous dit que Atsushi Sakaï brode sur le thème du dieu-serpent qui prend possession de ses des servantes. Ce qu'il y a d'intéressant si on se réfère aux pensées d'Asie, par exemple au Tao, c'est que les cavités sont de l'ordre du féminin : cavernes, grottes, vallées, ravins : « L'esprit de la vallée ne peut mourir, c'est l'esprit du vide », et cela renvoie au ventre maternel ». « L'esprit de la vallée ne meurt pas ; on l'appelle la femelle mystérieuse. » Ou encore « Revenir à sa racine, c'est atteindre le silence. » (note en bas de page du livre : La quiétude) Pour Lao Tseu revenir à sa racine, c'est-à-dire être englouti dans la Terre Mère. C'est atteindre le silence et donc la quiétude.

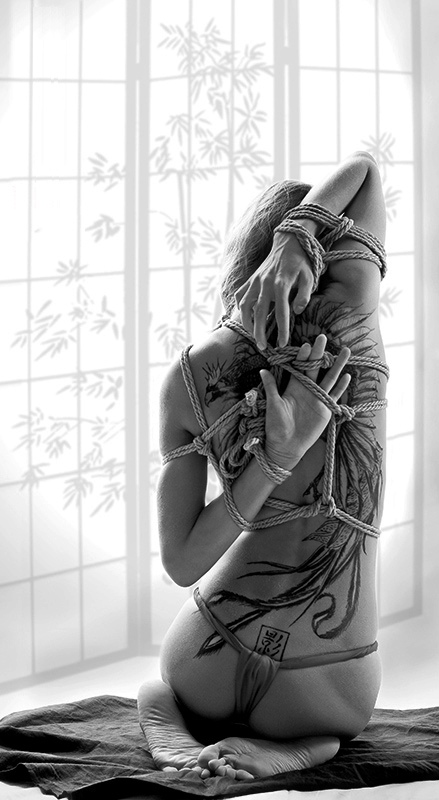
Bondage japonais asymétrique.

### Denki Akechi
Denki Akechi est mort le 17 juillet 2005. Il était d'après Agnès Giard, classé numéro 1 au top cinquante des nawashi (artistes de la corde). Dans son chapitre « Les maîtres de la corde » Agnès Giard écrit :
« Denki Akechi est un dandy de 66 ans, courtisé par des dizaines d’adolescentes ne rêvant que d’une seule chose : se faire attacher par lui. La première fois que je le rencontre, en 2000, il officie dans son minuscule studio de bondage, en plein cœur de Shibuya, où sont régulièrement organisées des démonstrations proches de la cérémonie érotique, réservées à quelques admirateurs qui payent plus de 30 000 yens le privilège d’y assister. » La seconde fois qu'Agnès Giard rencontre Denki Akechi, il joue son propre rôle dans le film cyber-porno Iku, réalisé par Shu Lea Cheang.
« Denki Akechi réalise pour ce film une incroyable œuvre de bondage - une toile d’araignée en forme de nacelle rose – emprisonnant dans son cœur une jeune femme à la beauté fatale, éphémèrement connue sous le nom de Tokyo Rose… » Caché derrière ses éternelles lunette noires, Denki Akechi précise « parce que j’ai l’air trop gentil, il faut que je cache mon regard pour avoir l’air d’un dominateur ». Selon Denki Akechi, dans les années 1950-1960, on n'avait pas le droit de mettre du SM ou du shibari sur les affiches, c'était interdit. Mais, dans les années 1970, le SM est devenu partie intégrante de la contre-culture. À cette époque, dit-il :
« J'ai participé à des spectacles de l'Angura, un mouvement d'avant-garde révolutionnaire. Il s'agissait de pièces subversives, érotiques, violentes. Je faisais toute la partie torture des spectacles. Petit à petit on m'a conseillé de créer mes propres shows. »
« L’influence de Denki Akechi sur le milieu du shibari est fondamentale. C’est lui qui a fixé la longueur et le diamètre des cordes actuellement utilisées par l’immense majorité des nawashi : 7 mètres, et suffisamment fine pour pouvoir être utilisée en double. Akechi fabriquait les siennes lui-même, qu’il tamponnait avec un petit marteau pour les rendre plus douces qu’une peau de bébé. C’est aussi lui qui sort le shibari de ses ornières élitistes en acceptant de faire des shows dans les clubs SM de Tokyo. Avant lui, il n’y avait que des cercles fermés, véritables cénacles jalousement gardés par des puristes aux airs de cerbères. »

### Go Arisue
Go Arisue est d'après Agnès Giard un des nawashi les plus connus au Japon. C'est lui qui dans le film Hana to ebi (Fleur de Serpent 2, de Takashi Ishi) attache et suspend l'héroïne sous une fausse neige féerique. On le retrouve également avec une interview et un portfolio sur Secret Magazine.

### Masami Akita
Pour Masami Akita, « l'érotisme est un théâtre exacerbé de la cruauté ». Il est le réalisateur de films de seppuku et le créateur du célèbre groupe de musique Noise Merzbow.
« Masami Akita ligote les femmes pendant des concerts spectaculaires et hystériques qui s'achèvent sur de fausses décapitations. Il a écrit de nombreux essais sur l'art du SM au Japon. »
« À l'apogée de la culture Edo, les descriptions de [tortures] étaient devenues un genre artistique », raconte Masami Akita. « Et l'exécution publique un divertissement de masse incroyablement populaire, avec un nuance d'excitation. » Agnès Giard précise que les magazines SM qui apparaissent après la Seconde Guerre mondiale reflètent parfaitement ce goût voyeur pour les spectacles de torture : Kitan club, Fuko Kitan et Uramado sont remplis d'images de femmes adultères crucifiées.

### Master K
Master "K" : pour lui le shibari est le cas classique du japonais qui prend un objet ordinaire ou un usage de la vie quotidienne pour le sublimer, comme un service de thé, la fleur improvisée, la façon de plier le papier. Les Japonais se sont servis du lien érotique du shibari et en ont fait une œuvre d’art. À la différence du bondage occidental qui a, selon lui, souvent, des connotations pornographiques tendant à dégrader les femmes,
« le modèle de Shibari est une représentation vivante de l'urne grecque de Keat, Ode on a Grecian Urn ; intemporel et toujours une expression de beauté. Elle est l'œuvre d'art, le centre de la toile, mystérieuse et puissante, dramatique et érotique. Les photographies de Shibari sont la plus belle œuvre des images S/M jamais créés. Elles sont le fruit de l’ouvrage et d’artistes divers, comme le peintre/photographe Ito, le romancier Dan Oniroku (en), le peintre Miyabi hyper réaliste, et l'actrice Naomi Tani. Ces artistes se sont élevés pour légitimer la proéminence artistique célébrant son mystère et beauté. » Master K a publié plusieurs ouvrages « Shibari » Il a également publié et a écrit de nombreux articles, comme « A Brief History of Shibari .

### Miyabi Kyudu
Miyabi Kyudu retouche ses photos sur ordinateur et les transforme en « estampes numériques » « reproduisant avec délice les fantasmes d'humiliation des samouraïs du XVIIe siècle. À en croire Masami Akita, ce seraient les plus anciennes pratiques attestées du bondage érotique. » « Attacher, c'est humilier. Avec cette nuance de sadisme supplémentaire qui consiste à dénuder avant d'attacher ». Une superbe photo de Miyaki Kyudu est publiée dans l'ouvrage d'Agnès Giard, il s'agit d'une femme ligotée par des chaînes, collier de fer et lourds boulets au cou et aux chevilles, son visage exprime une douleur terrifiante, c'est ce qui en fait une œuvre d'art. Et Agnès Giard l'exprime en disant « Ce qui fait un vrai shibari, c'est avant tout le visage. »

### Osada Sensei
Osada Sensei (Eikichi Osadal) faisait partie de l'ancienne génération qui estimait, selon Agnès Giard, impensable qu'une femme soit dominatrice. « Quand j'ai rencontré l'honorable vieillard proclamait : "Les femmes sont trop connes. En plus elles sont passives. Il faut un homme pour faire du shibari". »

### Osada Steve
« D'origine berlinoise, installé au Japon depuis 30 ans et qui a pris le nom de son guide et maître Osada Eikichi Sensei, disparu malheureusement depuis quelques années. La tradition au Japon veut que le disciple "prenne" une partie du nom de son maître pour perpétuer la tradition », Osada Steve est cité et interviewé dans la presse internationale telle que Vogue, Marie Claire, Issue One, Skin Two, Schlagzeilen, Tokyo Journal, FetishJapan, SM Sniper, Mania Club, Tsukasa Shobo, Burst, et d'autres magazines. Philippe Boxis dit de lui :
« Quand j'ai vu son show, ce fut une révélation, pas tant par le résultat, mais plutôt par la manière de pratiquer le Shibari dans sa technique, sa précision et sa fluidité. Tout devenait évident,. »

### Seiu Ito
Midori (en) cite Seiu Ito, maître Semega qui fut influencé par les récits de princesses emprisonnées que lui racontait sa mère alors qu'il avait neuf ou dix ans. C'est ainsi qu'il s'intéressa au SM, toujours d'après Midori, et, en 1919, il fit ses premières photographies de « femmes punies ». Il est selon Midori, le précurseur de la forme moderne du ligotage japonais [vers la moitié des années 1920] et qui influence, encore aujourd'hui, profondément les photographies commerciales du « ligotage sévère ».
« Les femmes avaient des expressions de souffrance mélancolique, mêlée de honte et de désir concupiscent. »

### Teruo Ischii
Teruo Ischii, réalisateur se servit des châtiments infligés pendant la période Edo, et fit selon Agnès Giard, « son miel de ces tortures dans des films erotico-historiques dépeignant le triste sort des "femmes criminelles" ».

## Personnalités francophones

### Charles-François Jeandel
Charles-François Jeandel est un artiste qui a mis en image de nombreuses scènes de bondage. Ces clichés réalisés discrètement dans son atelier de peinture à Paris, puis en Charente dans les années 1890-1900, sont des mises en scène de femmes nues, attachées, ligotées ou suspendues.
Ils sont conservés au Musée d'Orsay, certains étant présentés lors de l'exposition L'Ange du bizarre. Le Romantisme noir de Francisco de Goya à Max Ernst (mars-juin 2013).

### Dr Phil
Dr Phil a été plusieurs fois à Tokyo avec son épouse et muse Clo. Il parle de ses voyages éducatifs. Il s'est lié avec Steve San qui est devenu son Sensei et puis un ami. Il estime qu'il est « excellent professeur, exigeant avec lui-même aussi bien qu'avec les autres, dans le but d'atteindre la perfection dans les gestes et la technique du Kinbaku et autres pratiques dérivées du bondage japonais. Je continue de prendre des cours de perfectionnement avec Steve San ainsi que d'autres Sensei que nous croisons lors de nos voyages tokyoïtes, tels que Yukimura Haruki qui dispense des cours plus particuliers de bondages plus au sol, plus communément appelé Newasa comme au judo, une certaine analogie aux arts martiaux étant faite quant aux pratiques diverses par les cordes de jute japonaise. » Dr Phil participe à des exhibitions un peu partout, il a animé, au mois de mai 2010, lors du Shibaricon à Chicago des cours de Kinbaku.

### Jérôme Gouvrion

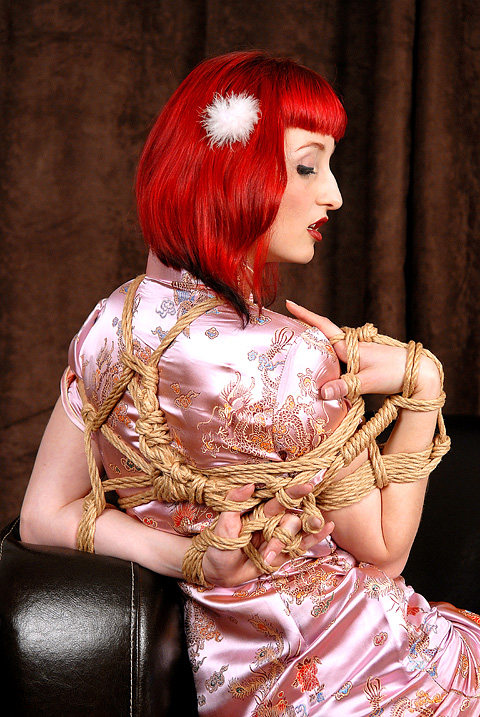
Jeux de Cordes.Jérôme Gouvrion.

- Jérôme Gouvrion : photographe passionné de bondage pour Hellocoton[44]
- Premier de cordées pour Figaro Madamer Figaro Madame[45]
- JG (aka Jérôme Gouvrion) est un talentueux photographe français qui s'évertue à mettre en valeur l'art du bondage par le biais de son objectif[46]

### Philippe Boxis
Il a réalisé un DVD, il transmet son art et son savoir faire. Il exécute des performances en France et aussi en Europe. Son site n'est malheureusement plus actif.

### Patrick Vich
Patrick Vich

### PhM
PhM est un dessinateur de bondage français reconnu internationalement, devenu depuis également photographe et vidéographe.

### Shadow
D'origine eurasienne, Shadow vit en Belgique. Elle a été formée par Philippe Boxis, son style s'inspire fortement du kinbaku japonais, et en particulier du style d'Arisue Go. Elle travaille et prépare ses cordes elle-même. Elle est précise, rapide dynamique. Elle joue de ses cordes aussi bien sur les hommes que sur les femmes. Shadow participe à des événements variés et aux soirées internationales : Nuit Démonia (Paris) Absolute Kink (Amsterdam), Kinfest, Rubber Ball, LAM, Lucha Britannia (Londres). Elle participe également à des performances improvisées avec entre autres le danseur/ chorégraphe Felix Ruckert de Berlin.

### Tonton ficelle
L'Encyclopédie du sadomasochisme révèle que « Tonton ficelle » a fréquenté les milieux SM parisiens. Selon Jean Streff, c'est dans les années 1970 que Tonton ficelle se fit connaître. Il était expert reconnu dans la pratique du bondage ligotage. On ne spécifie pas si Tonton ficelle s'inspirait du bondage japonais mais, au cours de soirées organisées, de nombreux couples s'offraient pour que Tonton ficelle exerce ses talents. Il est l'auteur de dessins sur le thème du sadomasochisme publiés dans Contraintes.

### Sources
- Cet article est partiellement ou en totalité issu de l'article intitulé « Bondage » (voir la liste des auteurs).